# Денисенко Ганна Давидівна
Ганна Давидівна Денисе́нко (нар. 25 грудня 1918, Липняжка — пом. 2 червня 2005, Карпилівка) — українська майстриня художнього ткацтва; заслужений майстер народної творчості УРСР з 1962 року.

## Біографія
Народилася 25 грудня 1918 року в селі Липняжці (нині Новоукраїнський район Кіровоградської області, Україна). До 1936 року працювала в килимарних артілях. 1946 року закінчила Київське художньо-промислове училище.
Упродовж 1949–1982 років працювала на фабриці імені 8 Березня в смт Дігтярях. Померла в селі Карпилівці 2 червня 2005 року.

## Творчість
За картинами художників виготовляла тематичні килими і гобелени. Серед робіт:
- килим «Виноград» (1976);

гобелени
- «30 років Радянської влади» (1947);
- «Герб Радянського Союзу» (1949);
- «Переяславська рада» (1954);

портрети
- «Карл Маркс» (1957);
- «Володимир Ленін» (1970).